# Botswanische Volleyballnationalmannschaft der Männer
Die botswanische Volleyballnationalmannschaft der Männer ist die Auswahl botswanischer Volleyballspieler, welche die Botswana Volleyball Federation (BVF) auf internationaler Ebene, beispielsweise in Freundschaftsspielen gegen die Auswahlmannschaften anderer nationaler Verbände, aber auch bei internationalen Wettbewerben repräsentiert. 1988 trat der nationale Verband dem Weltverband Fédération Internationale de Volleyball (FIVB) bei. Im Oktober 2021 wurde die Mannschaft auf dem 13. Platz der kontinentalen Rangliste geführt.

## Internationale Wettbewerbe

### Botswana bei Weltmeisterschaften
Die Mannschaft konnte sich bisher nicht für eine Weltmeisterschaft qualifizieren.

### Botswana bei Olympischen Spielen
Bisher gelang es der Mannschaft nicht, sich für die olympischen Wettbewerbe zu qualifizieren.

### Botswana bei Afrikameisterschaften
Die Mannschaft kann bisher neun Teilnahmen an der Afrikameisterschaft vorweisen:
| - 1967: nicht qualifiziert - 1971: nicht qualifiziert - 1976: nicht qualifiziert - 1979: nicht qualifiziert - 1983: nicht qualifiziert - 1987: nicht qualifiziert - 1989: nicht qualifiziert - 1991: nicht qualifiziert - 1993: 10. Platz - 1995: nicht qualifiziert - 1997: 8. Platz - 1999: nicht qualifiziert | - 2001: nicht qualifiziert - 2003: nicht qualifiziert - 2005: 9. Platz - 2007: 7. Platz - 2009: 8. Platz - 2011: 8. Platz - 2013: nicht qualifiziert - 2015: 7. Platz - 2017: 11. Platz - 2019: 10. Platz - 2021: nicht qualifiziert |

### Botswana bei den Afrikaspielen
Botswanas Volleyballnationalmannschaft der Männer nahm bisher drei Mal an den Wettbewerben der Afrikaspiele teil: 2003 und 2015 erreichte man den neunten, 2007 den zwölften Platz.

### Botswana beim World Cup
Botswana kann bisher keine Teilnahme am World Cup – dem Qualifikationsturnier für die Olympischen Spiele – vorweisen.

### Botswana in der Weltliga
Die Weltliga fand bisher ohne botswanische Beteiligung statt.